# Comment épouser une milliardaire : Un conte de Noël
Comment épouser une milliardaire : Un conte de Noël (How to Marry a Billionaire: A Christmas Tale) est un téléfilm américain réalisé par Rod Daniel et diffusé en 2000.

## Fiche technique
- Titre original : How to Marry a Billionaire: A Christmas Tale
- Titre français : Comment épouser une milliardaire : Un conte de Noël
- Réalisation : Rod Daniel
- Scénario : Steven Peterman et Gary Dontzig
- Pays :  États-Unis
- Durée : 89 minutes

## Distribution
- John Stamos (VF : Jérôme Keen) : Tom Nathan
- Joshua Malina (VF : Thierry Wermuth) : Mark Sickler
- Shemar Moore (VF : Lucien Jean-Baptiste) : Jason Hunt
- Gabrielle Anwar : Jenny Seeger
- Dorie Barton (VF : Céline Monsarrat) : Tiffany Kennedy
- Rhea Perlman : Jackie
- Dabney Coleman (VF : Gérard Hernandez) : John
- Carole Davis : Catherine
- Michael Bowen : Franklyn
- Roark Critchlow : Gunther